# Ханга Роа
Ханга Роа (първата дума на полинезийски, втората на испански: Hanga Roa) е столица и единствен град на Великденския остров. Градът се намира в югозападната част на острова. В него живеят 7322 души (по данни от 2017 г.). В града има магазинчета, ресторанти, хотели и дори един супермаркет и аптека. С помощта на Чилийското правителство вече се забелязват и интернет кафенета. Както повечето тихоокеански острови и тук има летище.